# Stephen M. Tiru
Stephen M. Tiru (* 1. Dezember 1937 in Sardikal/Khunti; † 3. März 2012 in Khunti, Jharkhand) war ein indischer Geistlicher und Bischof von Khunti.

## Leben
Stephen M. Tiru empfing am 4. Mai 1969 das Sakrament der Priesterweihe. Papst Johannes Paul II. ernannte ihn am 18. April 1986 zum Bischof von Dumka. Der Erzbischof von Ranchi, Telesphore Placidus Toppo, spendete ihm am 7. Oktober 1986 die Bischofsweihe; Mitkonsekratoren waren Joseph Robert Rodericks S.J., Bischof von Jamshedpur, und Paschal Topno SJ, Bischof von Ambikapur.
Am 1. April 1995 wurde er von Johannes Paul II. zum ersten Bischof des neugegründeten Bistums Khunti ernannt. 
2003 besuchte er die Pfarrei St. Peter & Paul in Schweinfurt und berichtete über das problematische Zusammenleben der christlichen und muslimischen Minderheiten in einem vom Hinduismus geprägten Land. Am 20. Mai 2011 wurde er in persönlicher Audienz durch Benedikt XVI. empfangen. 
Stephen M. Tiru verstarb nach langer Krankheit in seiner Bischofsresidenz in Khunti. An seiner Bestattung nahmen elf Bischöfe und mehr als 500 Priester sowie über 10.000 Gläubige teil. Ein Kondolenzschreiben von Papst Benedikt XVI. wurde verlesen. Binay Kandulna, Weihbischof im Erzbistum Ranchi, wurde als Apostolischer Administrator der Diözese Khunti sede vacante et ad nutum Sanctae Sedis bestellt.